# San Marco (cràter)
San Marco és un cràter de l'asteroide del tipus Apol·lo, Itokawa, situat amb el sistema de coordenades planetocèntriques a -28 ° de latitud nord i 319 ° de longitud est. Fa un diàmetre de 0 km. El nom va ser fet oficial per la UAI el 18 de febrer de 2009 i fa referència a Plataforma San Marco, l'antiga plataforma petroliera que el centre espacial Luigi Broglio utilitzava com a base de llançament, a 32 km de la costa de Malindi (Kenya).